# تپه زلیخا
تپه زلیخا مربوط به دوران‌های تاریخی پس از اسلام است و در استان قزوین، شهرستان بوئین‌زهرا، بخش دشتابی، روستای زلیخا واقع شده و این اثر در تاریخ ۱۶ آبان ۱۳۷۹ با شمارهٔ ثبت ۲۸۵۶ به‌عنوان یکی از آثار ملی ایران به ثبت رسیده است.